# گل‌ساعتی حاره‌ای

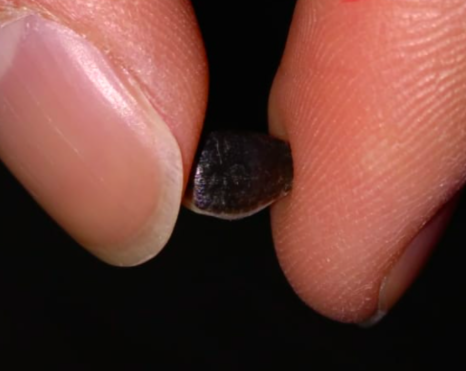
هستهٔ گرانادیا

گل ساعتی حاره‌ای (انگلیسی: Passiflora ligularis) که میوه آن با نام‌های گرانادیا و گرانادایای شیرین شناخته می‌شود، گونه‌ای گل ساعتی متعلق به سرده گل ساعتی است که به فراوانی در کشورهای آمریکای جنوبی، آمریکای مرکزی و همچنین در آفریقای جنوبی یافت می‌شود.
این گیاه بومیِ کوه‌های آند است اما در مناطق حاره‌ای آفریقا و استرالیا هم رشد می‌کند. دمای مناسب برای رشد آن ۱۵ تا ۱۸ درجه سلسیوس (۵۹ تا ۶۴ درجه فارنهایت) و میزان بارندگی سالیانهٔ لازم برای رشدش ۶۰۰ و ۱٬۰۰۰ میلیمتر (۲۴ و ۳۹ اینچ) است. این گیاه اغلب در ارتفاع ۱٬۷۰۰ تا ۲٬۶۰۰ متر (۵٬۶۰۰ تا ۸٬۵۰۰ فوت) از دریا رشد می‌کند.
میوهٔ این گیاه که رنگ نارنجی تا زرد دارد، ۶٫۵ و ۸ سانتیمتر (۲ ۱⁄۲ و ۳ ۱⁄۴ اینچ) طول و ۵٫۱ و ۷ سانتیمتر (۲ و ۲ ۳⁄۴ اینچ) پهنا دارد. پوستهٔ بیرونی میوه سخت و لیز است، اما داخلش گوشتی نرم با هسته‌های سیاهِ سخت دارد. گوشت داخلی میوه، بخش خوراکی آن است که طعمی شیرین دارد و حاوی ویتامین‌های آ، کا، ث، فسفر، آهن و کلسیم است. بزرگ‌ترین تولیدکنندگان این میوه پرو، ونزوئلا، کلمبیا، اکوادور، برزیل، آفریقای جنوبی، رواندا و کنیا هستند و بزرگ‌ترین واردکنندگان این میوه، کشورهای ایالات متحده آمریکا، کانادا، بلژیک، هلند، سوئیس و اسپانیا هستند.
این گیاه، یک گیاه همیشه‌سبز است و ساقهٔ آن تا ۵ متر (۱۶ فوت) رشد می‌کند.

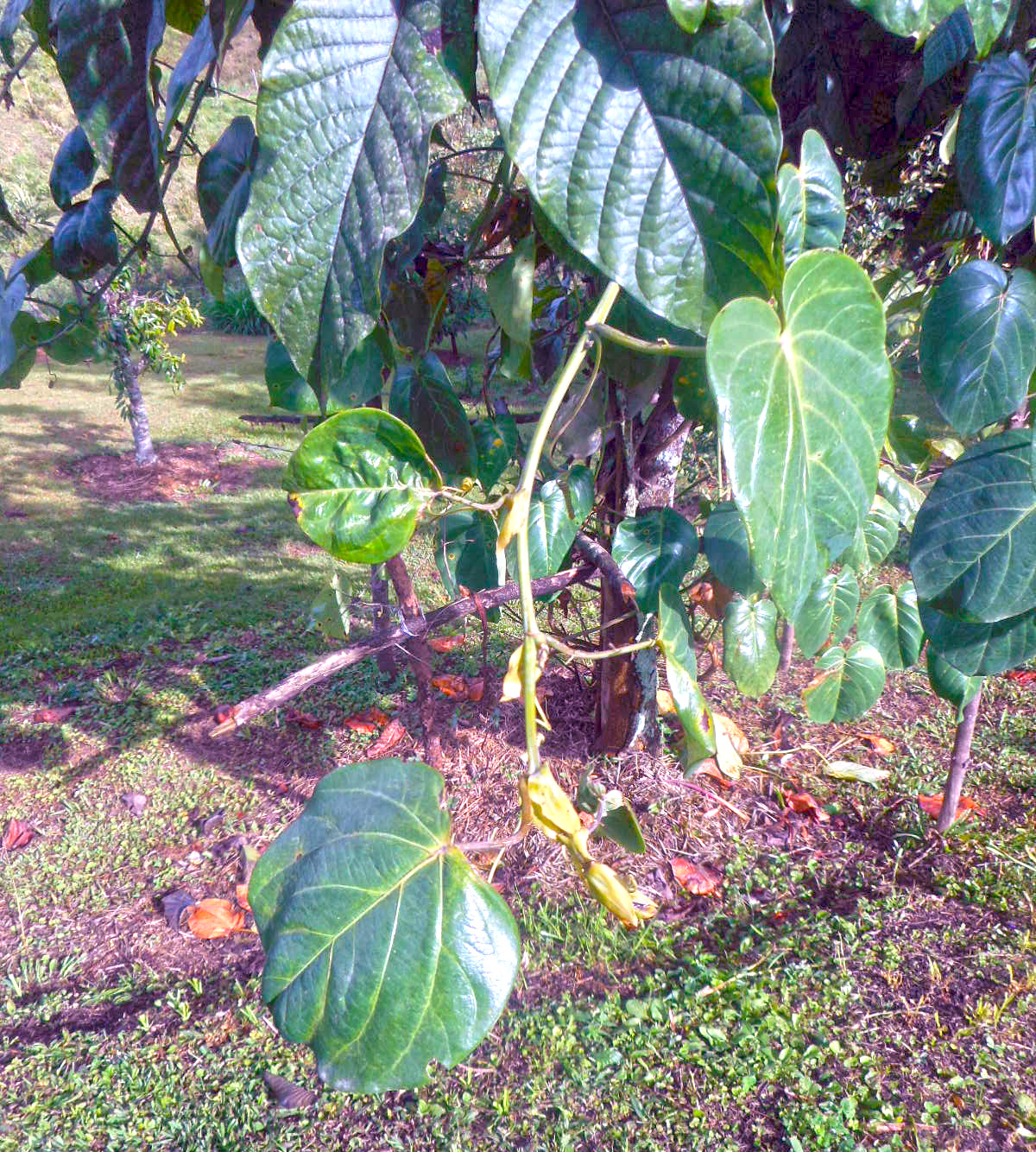
برگ‌ها
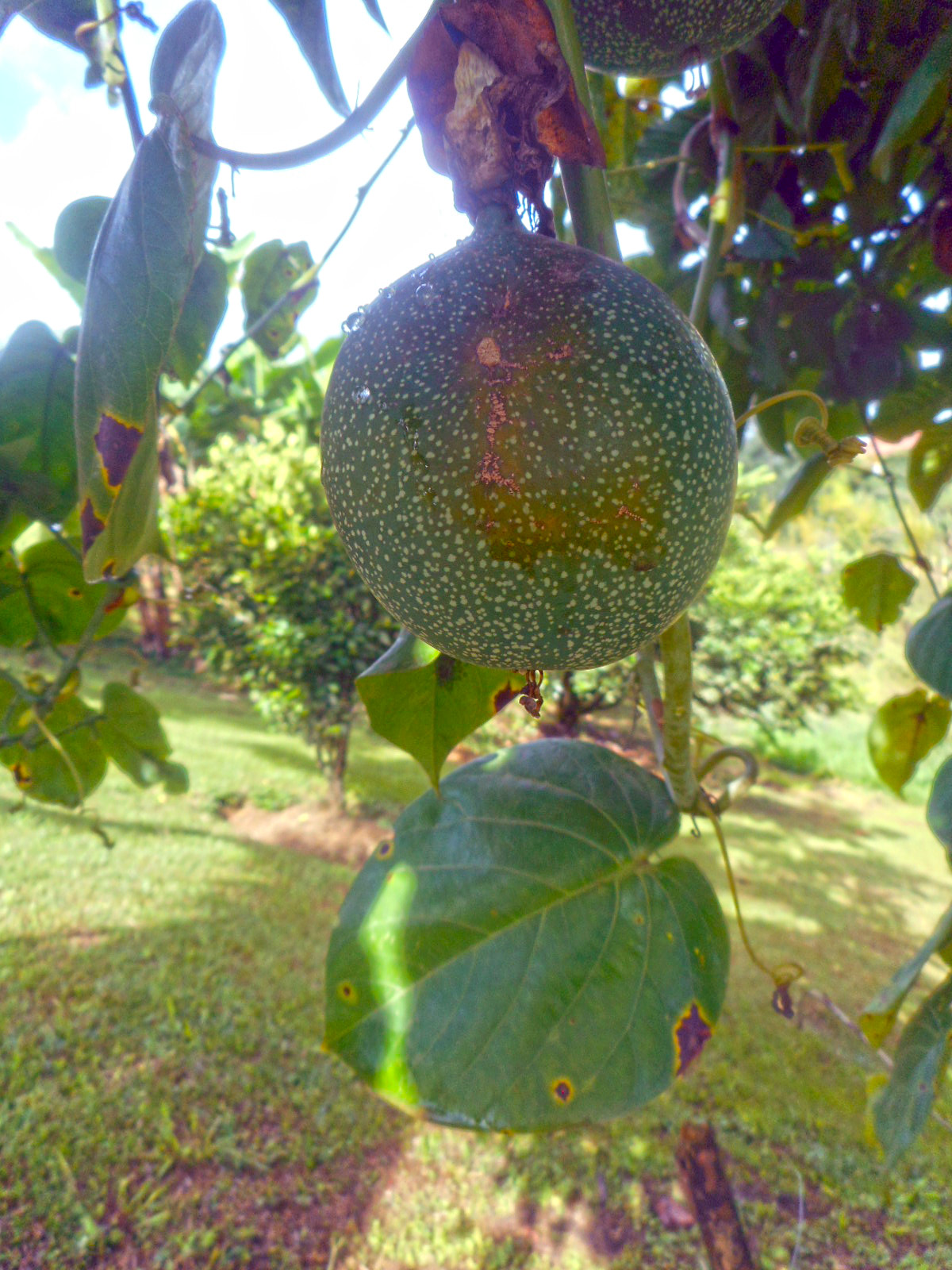
میوه سبز
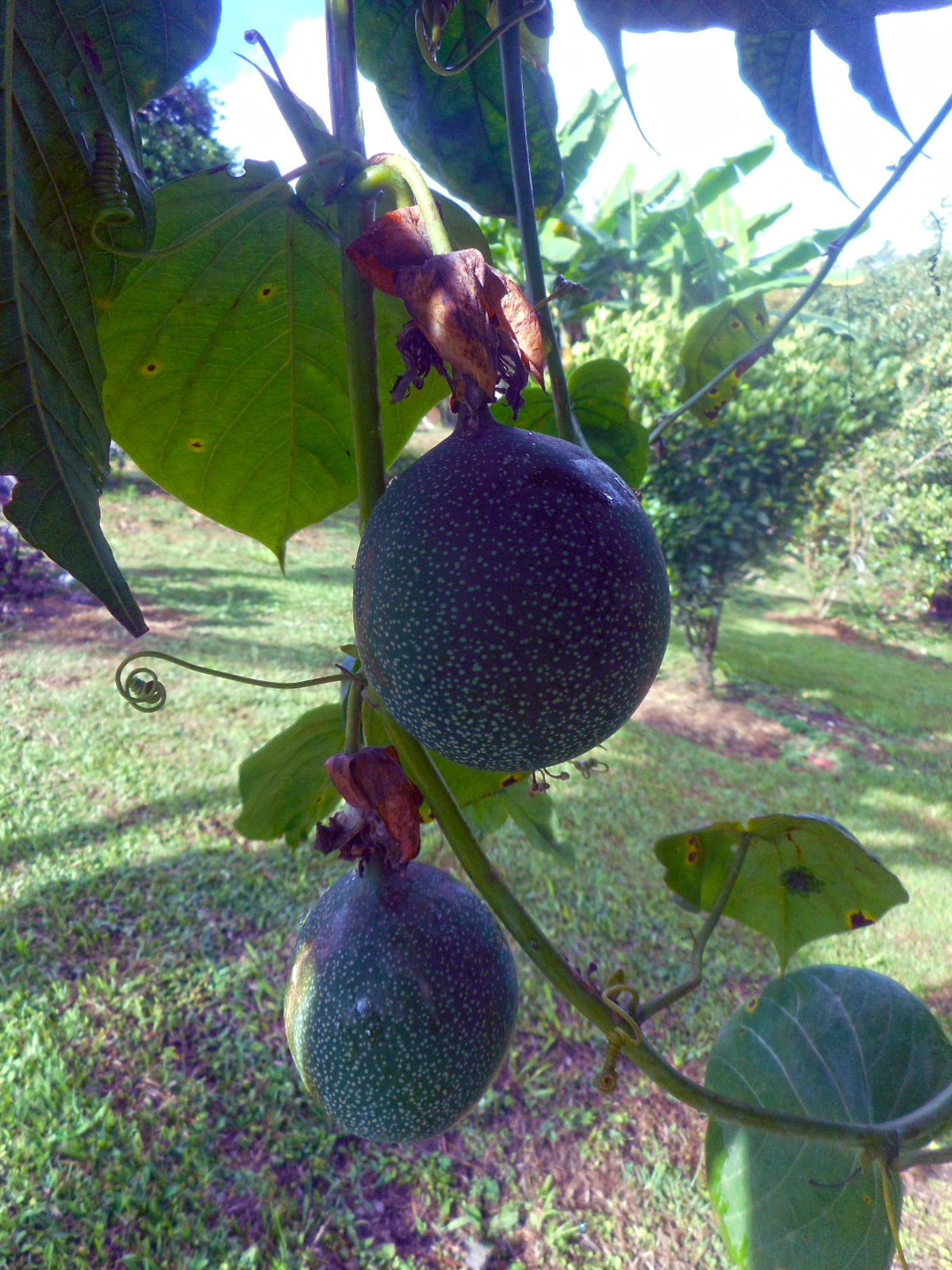
میوه آویزان از شاخه
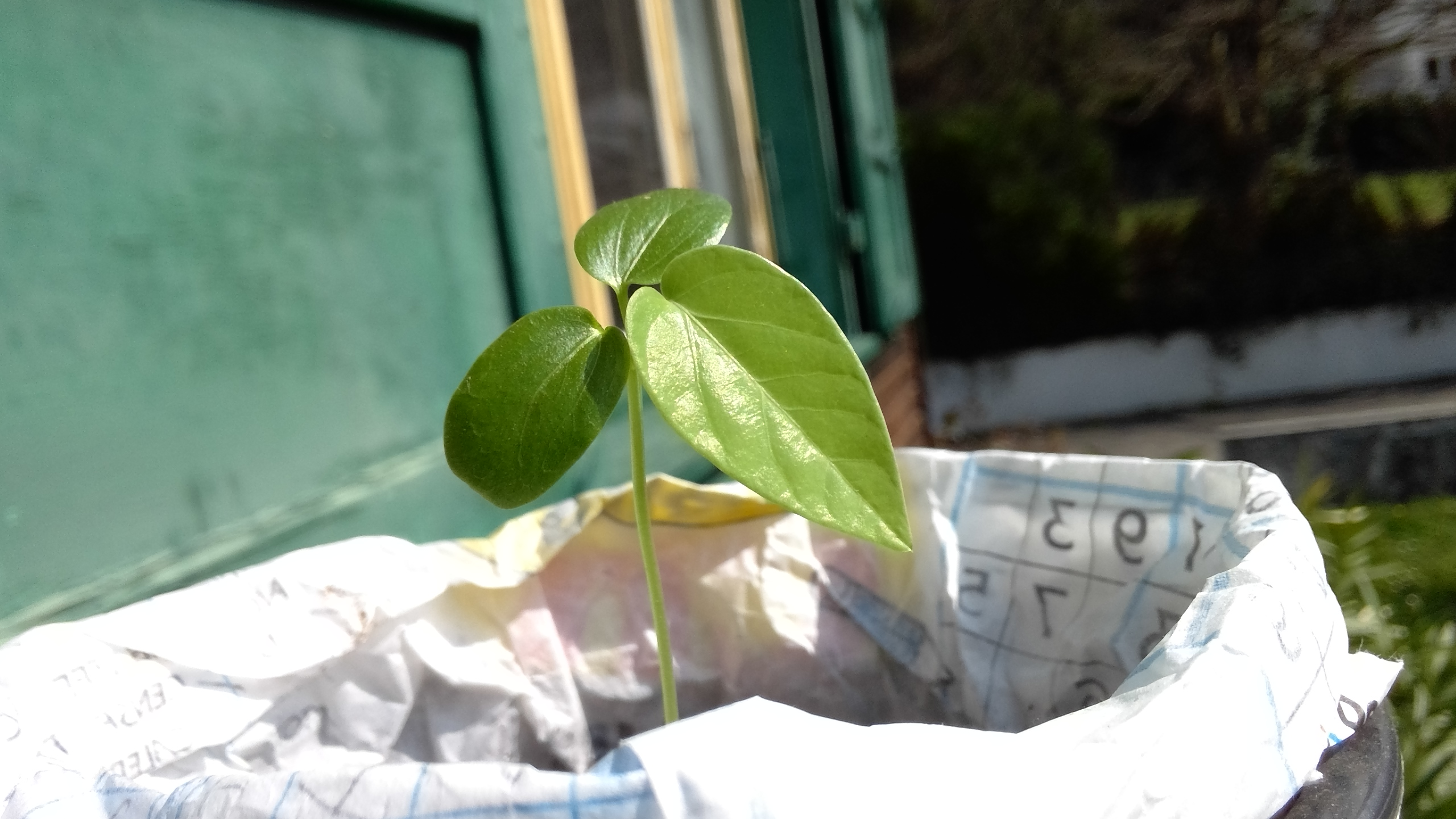
نهال
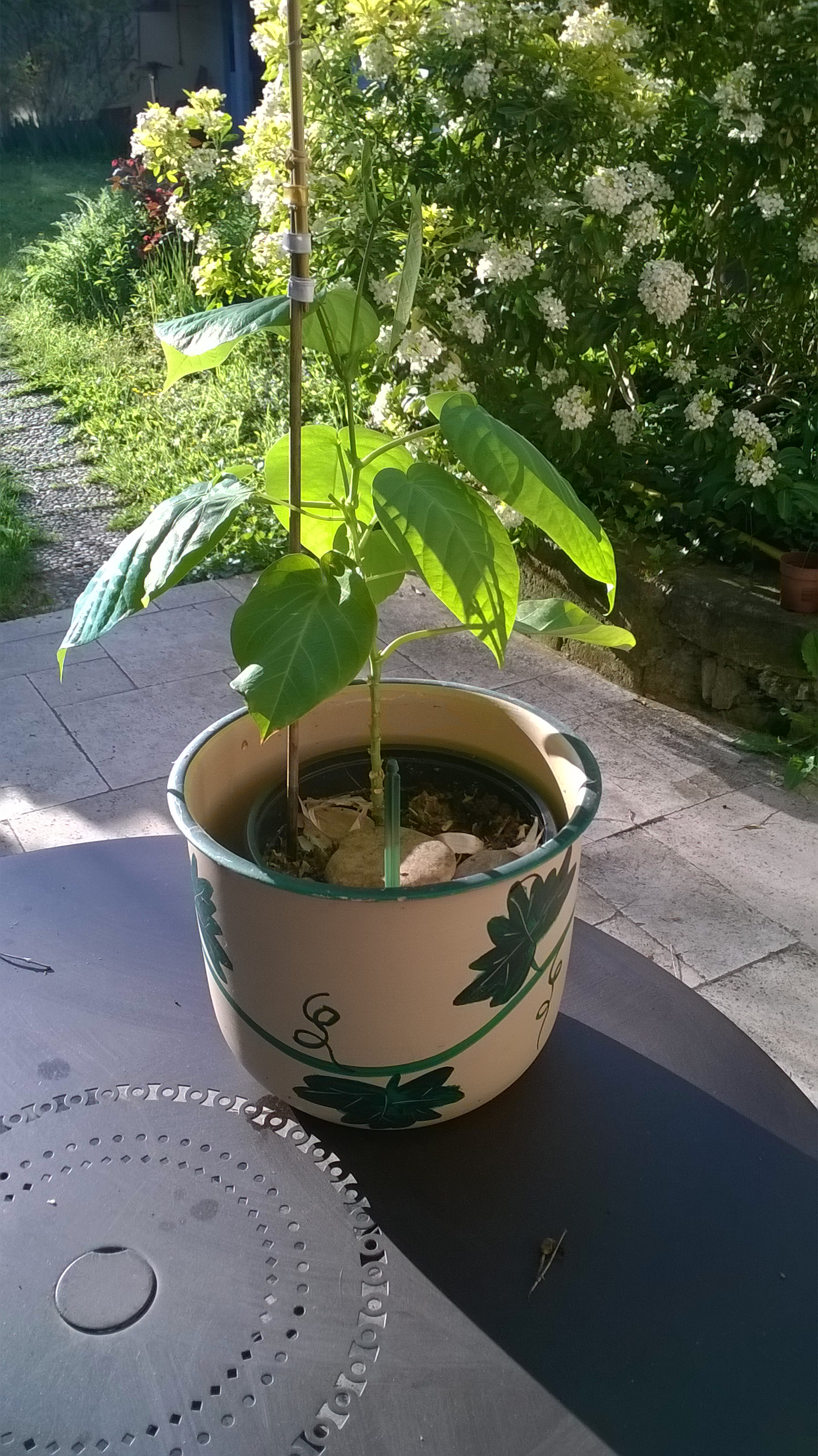
نهال یک‌ساله